# Paul Gambaccini

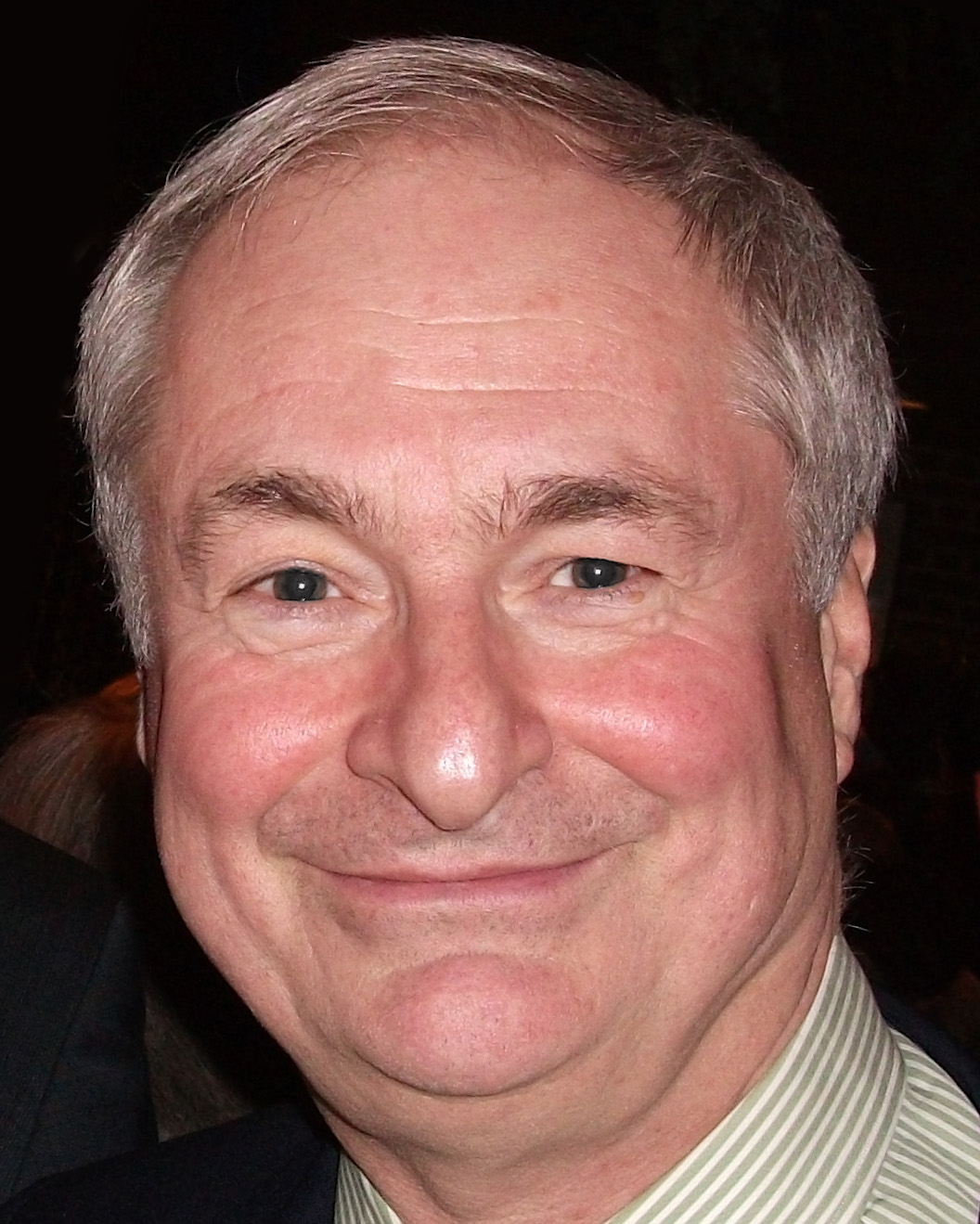
Paul Gambaccini

Paul Gambaccini (* 2. April 1949 in New York) ist ein britischer Autor und Hörfunkmoderator.

## Leben
Gambaccini studierte Geschichte am Dartmouth College und Politik, Philosophie und Wirtschaftswissenschaften an der Universität Oxford. Nach seinem Studium war er ab 1973 als Radiomoderator beim britischen Radiosender BBC Radio 1 tätig. 1995 wechselte er als Radiomoderator zum britischen Radiosender BBC Radio 3. Zudem war er jahrelang für den Radiosender BBC Radio 4 im Kultursektor tätig. Als Autor schrieb er mehrere Bücher. Zu seinen Themengebieten als Autor gehören unter anderem die britischen Charts und der Eurovision Song Contest. Seit den 1980er Jahren lebt Gambaccini offen homosexuell.

## Werke
- Television's Greatest Hits, gemeinschaftlich mit Rod Taylor, Network Books, 1993, ISBN 0-563-36247-2
- Love Letters, Michael O’Mara Books, 1996, ISBN 1-85479-644-5
- The McCartney Interviews: After the Break-up, Omnibus Press, 1996, ISBN 0-7119-5494-1
- Close Encounters, Omnibus Press, 1998, ISBN 0-7119-6841-1
- The Eurovision Companion, Pavilion Books, 1999, ISBN 1-86205-243-3
- Complete Book of the British Charts, gemeinschaftlich mit Tony Brown und Tim Rice, Omnibus Press,  2000, ISBN 0-7119-7670-8

## Auszeichnungen
- Sony Radio Academy Awards: Music Broadcaster of the Year in den Jahren 2000, 2002 und 2003 nominiert, gewonnen im Jahre 2003
- Outstanding Contribution to Music Radio Award von der Radio Academy 1996